# En dag på varuhuset
En Dag på Varuhuset, även En Dag i Varuhuset (engelska: The Big Store) är en amerikansk komedifilm från 1941 med Bröderna Marx, i regi av Charles Riesner.

## Handling
Filmen handlar om den unge musikern Tommy Rogers (Tony Martin) som är delägare i varuhuset Phelps department store. Han drömmer om att bygga ett konservatorium i sin gamla musikskola och vill sälja sin andel i varuhuset. Vicedirektören Mr Grover (Douglass Dumbrille) vill dock förhindra detta då bokföringen är en bluff.
Mr Grover, som även är förlovad med ägaren Martha Phelps (Margaret Dumont), hyr in diverse hejdukar för att ta hand om Tommy.
Groucho spelar här privatdetektiven Wolf J. Flywheel som tillsammans med Ravelli (Chico) och Wacky (Harpo) ska reda ut situationen.
I slutet på filmen utspelas en hisnande jakt genom varuhuset där Groucho, Chico och Harpo undkommer sina förföljare med hjälp av hiss, en trappa, ljuskronor, rullskridskor, ett postnedkast och en cykel innan det lyckliga slutet.

## Om filmen
Filmen är den elfte långfilmen med Bröderna Marx. Denna film är Margaret Dumont sista film av totalt nio med Bröderna Marx. Filmen aviserades även som Bröderna Marx sista film men det kom ytterligare två En natt i Casablanca och Sardinmysteriet.
Filmen hade amerikansk premiär den 20 juni 1941 och svensk premiär den 9 februari 1942.
När Groucho visar upp en klänning bryter han den fjärde väggen när han säger: "Detta är en lysande röd klänning men Technicolor är så dyrt."

## Rollista i urval
- Groucho Marx - Wolf J. Flywheel
- Harpo Marx - Wacky
- Chico Marx - Ravelli
- Tony Martin - Tommy Rogers
- Virginia Grey - Joan Sutton
- Margaret Dumont - Martha Phelps
- Douglas Dumbrille - Mr. Grover
- William Tannen - Fred Sutton
- Henry Armetta - Giuseppe
- Anna Demetrio - Maria
- Marion Martin - Peggy Arden
- Paul Stanton - Arthur Hastings
- Russell Hicks - George Hastings
- Bradley Page - Duke
- Virginia O'Brien - Kitty

## Musik i filmen
- "If It's You" - Tony Martin, musik och text Ben Oakland, Artie Shaw och Milton Drake
- "Sing While You Sell" - Groucho, Six Hits and a Miss, inklusive bl.a. Virginia O'Brien och Harpo
- "Rock-a-bye Baby" - Virginia O'Brien
- "Mama Yo Quiero" - Chico och Harpo (piano duett)
- "Mozart's Sonata in C major" - Harpo (harpa)
- "Beethoven's Minuet" - Harpo (harpa/cello/fiol)
- "Tenement Symphony" - Tony Martin med orkester samt Chico och Harpo